# Haliclona groenlandica
Haliclona groenlandica är en svampdjursart som först beskrevs av Robert Fredric Fredrik Fristedt 1887.  Haliclona groenlandica ingår i släktet Haliclona och familjen Chalinidae. Inga underarter finns listade i Catalogue of Life.